# Andrenosoma pyrrhacra
Andrenosoma pyrrhacra là một loài ruồi trong họ Asilidae. Andrenosoma pyrrhacra được Wiedemann miêu tả năm 1828.